# Vellozia nuda
Vellozia nuda är en enhjärtbladig växtart som beskrevs av Lyman Bradford Smith och Edward Solomon Ayensu. Vellozia nuda ingår i släktet Vellozia och familjen Velloziaceae. Inga underarter finns listade.